# باتريسيو مارتينيز غارسيا
باتريسيو مارتينيز غارسيا (بالإسبانية: Patricio Martínez García)‏ هو سياسي مكسيكي، ولد في 17 مارس 1948 في تشيهواهوا في المكسيك. حزبياً، نشط في الحزب الثوري المؤسساتي. وقد انتخب عضو مجلس النواب المكسيك.